# 오성 (전한)
오성(五成, ? ~ 기원전 67년)은 전한 후기의 관료이다.

## 행적
교동상 재임 중, 유민 8만여 명을 교동나라로 거두어들이는 등 치적이 뛰어나 명성이 있었다. 공적을 인정받아 지절 3년(기원전 67년)에 관내후에 봉해졌으나, 부름을 받기 전에 병들어 죽었다.

## 출전
- 반고, 《한서》 권89 순리전